# Alfredo Shahanga
Alfredo Shahanga (* 14. April 1965) ist ein ehemaliger tansanischer Langstreckenläufer, der vor allem im Marathonlauf erfolgreich war.
1987 wurde er Zweiter beim Wiener Frühlingsmarathon. Diesen gewann er 1989 in 2:10:29 h ebenso wie den Berlin-Marathon, bei dem er seine persönliche Bestzeit von 2:10:11 h aufstellte. Er wurde während dieser Zeit von Volker Wagner gemanagt und trainiert. 1990 wurde er Vierter beim Hamburg-Marathon und siegte bei den 25 km von Berlin in 1:15:09 h.
Alfredo Shahanga hatte bei einer Körpergröße von 1,70 m ein Wettkampfgewicht von 57 kg. Sein älterer Bruder Gidamis Shahanga war ebenfalls ein erfolgreicher Langstreckenläufer.

## Persönliche Bestzeiten
- Marathon: 2:10:11 h am 1. Oktober 1989 in Berlin, Deutschland[2]
- Halbmarathon: 1:02:34 h am 1. April 1991 in Gualtieri, Italien[2]
- 25-km-Lauf: 1:15:09 h am 6. Mai 1990 in Berlin, Deutschland[2]
- 10-km-Lauf: 25. April 1987 in Walnut, USA[2]

## Ergebnisse
Eine Auswahl seiner Ergebnisse ist:
| Jahr | Ort                           | Typ               | Rang | Zeit (h) |
| ---- | ----------------------------- | ----------------- | ---- | -------- |
| 1986 | Indianapolis, USA             | 10-km-Lauf        | 3    | 0:29:23  |
| 1987 | Houston, USA                  | Marathon          | 4    | 2:12:27  |
| 1987 | Wien, Österreich              | Marathon          | 2    | 2:16:26  |
| 1987 | Walnut, USA                   | 10.000-Meter-Lauf | 11   | 0:28:32  |
| 1988 | Paris, Frankreich             | Marathon          | 7    | 2:17:50  |
| 1989 | Berlin, Deutschland           | Marathon          | 1    | 2:10:11  |
| 1989 | Wien, Österreich              | Marathon          | 1    | 2:10:29  |
| 1989 | Grevenmacher, Luxemburg       | Halbmarathon      | 1    | 1:02:47  |
| 1990 | Hamburg, Deutschland          | Marathon          | 4    | 2:13:17  |
| 1990 | Berlin, Deutschland           | Marathon          | 10   | 2:13:29  |
| 1990 | Palermo, Italien              | Marathon          | 3    | 2:13:43  |
| 1990 | Berlin, Deutschland           | 25-Kilometer-Lauf | 1    | 1:15:09  |
| 1991 | London, Großbritannien        | Marathon          | 6    | 2:11:20  |
| 1991 | Venedig, Italien              | Marathon          | 3    | 2:17:52  |
| 1991 | Monza, Italien                | Halbmarathon      | 1    | 1:02:57  |
| 1993 | Berlin, Deutschland           | Marathon          | 4    | 2:12:24  |
| 2002 | Bellaria-Igea Marina, Italien | Halbmarathon      | 7    | 1:09:22  |
| 2002 | Cabella Ligure, Italien       | Marathon          | 3    | 2:33:47  |